# Curtiss-Wright CW-19
Il Curtiss-Wright CW-19 è stato un aereo per usi generali, monomotore ad ala bassa sviluppato dall'azienda aeronautica statunitense Curtiss-Wright verso la metà degli anni trenta.

## Storia del progetto
Originariamente concepito come Curtiss-Robertson CR-2 Coupe poco prima della fusione con la Curtiss-Wright e della cessazione dell'uso del marchio Curtiss-Robertson, era un monoplano interamente in metallo, ad ala bassa, caratterizzato da una configurazione convenzionale, con ruota posteriore fissa e due posti a sedere affiancati. Una caratteristica di spicco di tutte le versioni, tranne dei prototipi CR-2 originali, era la grande carenatura delle ruote del carrello fisso anteriore.
Accanto alla versione civile, fu presto sviluppata una versione militarizzata che si differenziava per la cabina di pilotaggio, in cui i posti affiancati erano sostituiti da due posti a sedere in tandem e a cui erano stati aggiunti attacchi per armi e bombe.

## Impiego operativo
La Curtiss-Wright sperava che nella configurazione con posti in tandem l'aereo potesse essere venduto sul mercato di esportazione come aereo da attacco al suolo. Ma gli ordini furono deludenti, con solo 20 esemplari acquistati dall'aeronautica della repubblica cinese e cinque dall'aeronautica cubana. Fu anche sviluppata una versione da addestramento disarmata che fu offerta all'USAAC, ma non furono effettuati ordini.
Nel tentativo di trovare un mercato per l'aereo, la potenza del motore fu aumentata da 450 CV (340 kW) a 600 CV (450 kW) e fu montato un carrello retrattile. In questa configurazione, designata CW-23, l'aereo fu offerto ancora una volta all'USAAC, questa volta come addestratore avanzato, ma ancora una volta non suscitò interesse. Il CW-19, tuttavia, costituì la base dei progetti dei CW-21 e CW-22 che ebbero maggior successo.

## Utilizzatori
Bolivia
- Fuerza Aérea Boliviana; ricevette 10 CW-19R nel 1938

 Cina
- Nationalist Chinese Air Force; acquistò 20 CW-19R.

 Cuba
- Cuerpo de Aviación del Ejército de Cuba; ricevette 5 CW-19R nel 1937.

 Rep. Dominicana
- Destacamento de Aviación del Ejército Nacional; acquistò 2 CW-19R nel 1937.

 Ecuador
- Cuerpo de Aviadores Militares del Ejército; ricevette 6 CW-19R nel 1936.